# Ephemeriden

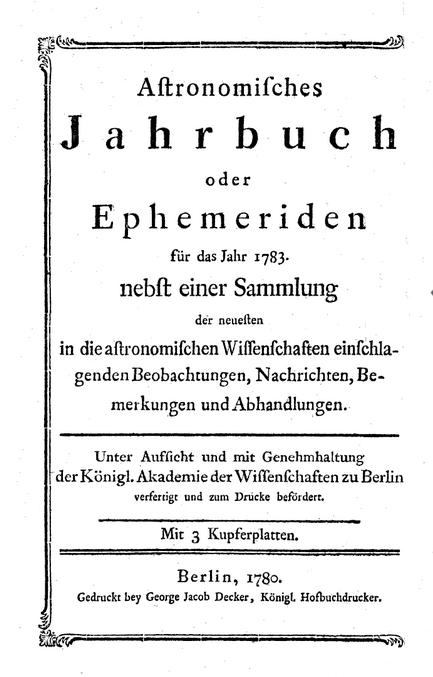
Für 1783 veröffentlichte Ephemeriden (Berlin, 1780)

Die Ephemeriden (von altgriechisch ἐφήμερος ephḗmeros „für einen Tag“, aus ἐπί epi „auf“ und ἡμέρα hēméra „Tag“) sind die Positionswerte sich bewegender astronomischer Objekte bezogen auf ein jeweils zweckmäßiges astronomisches Koordinatensystem. Ihr Name drückt aus, dass solche Positionsangaben in der Regel jeweils für einen Tag gemacht werden. Sie werden aus den Bahnelementen berechnet und in Form von Tafelwerken oder Tabellen mit täglichen Positionswerten von Sonne, Mond, Planeten und Kometen veröffentlicht.
Ephemeriden werden außer in der Astronomie auch in der Himmelsmechanik, der Astrogeodäsie, der Raumfahrt und in der Astrologie verwendet. Sie wurden bis in die zweite Hälfte des zwanzigsten Jahrhunderts auch in See- und Luftfahrt als Navigationshilfe genutzt.

## Anwendungen
In gedruckter Form liegen Ephemeriden als Astronomische Jahrbücher oder für die Seefahrt als Nautische Jahrbücher vor. Zu den frühesten astronomischen Drucken zählen die 1474 erschienenen Ephemerides astronomicae des Regiomontanus, die Christoph Kolumbus auf seinen Entdeckungsfahrten zur Navigation verwendete.
Ephemeriden für die beobachtende Astronomie bedienen sich zur Positionsangabe entweder des Vollkreises von 360 Grad längs der Ekliptik oder geben die Position in Äquatorialkoordinaten an. Die Berechnung der Ephemeriden gehört zu den Leistungen der astronomischen Phänomenologie und ist heute Bestandteil vieler astronomischer Computerprogramme oder interaktiv im Internet verfügbar.
Bei Satelliten beschreiben die Ephemeriden in mathematischer Form die scheinbare Umlaufbahn. Beim Global Positioning System (GPS) und anderen GNSS-Systemen sind diese Bahndaten Bestandteil des von jedem Satelliten ausgestrahlten Signals, die dann Grundlage zur Berechnung der Empfängerposition sind.
Für die Abschätzung der Wahrscheinlichkeit einer möglichen Kollision zweier Körper im Sonnensystem ist es erforderlich, die Positionen der Körper und die zeitliche Entwicklung ihrer Bahnelemente genau zu kennen. Daher werden Ephemeridenkataloge für Asteroiden angelegt, um deren meist nur unzulänglich bekannte Bahndaten genauer bestimmen zu können. Besonderes Augenmerk gilt dabei den Erdbahnkreuzern, deren Einschläge auf der Erde zu einer Bedrohung werden könnten.
Astrologische Ephemeriden geben die ekliptikale Länge der Gestirnspositionen als Grade der Tierkreiszeichen an. Die Angabe der ekliptikalen Breite ist nicht in allen astrologischen Ephemeriden üblich.
Besondere Bedeutung hat die Berechnung der Aspekte des tatsächlichen Auf- und Untergangs und des Tagbogens der Sonne für die Effektivitätsberechnung von Solaranlagen und in der Architektur für die Abschätzung des Sonneneinfalls; dies ist in CAD-Software in der Regel als Lichtmodul implementiert. Für die Landschaftsfotografie sind Uhrzeit und Position des Sonnenauf- und -untergangs an einem gewählten Ort ebenfalls von Interesse.

## Ephemeridenrechnung
Die Ephemeridenrechnung als Betätigungsfeld der astronomischen Phänomenologie erfolgt auf der Basis der tatsächlich beobachteten Positionen der Himmelskörper und der Gravitationstheorie. Für zukünftige Werte werden dabei die zu erwartenden Bahnstörungen berücksichtigt. Zu diesem Zweck werden Rechenmodelle wie die Planetentheorie aufgestellt, um die Störungstheorie zu präzisieren.
Bedeutende historische Tafelwerke für die Ephemeridenrechnung waren die Alfonsinischen Tafeln etwa 1252, die Prutenischen Tafeln 1551 und die Rudolfinischen Tafeln 1627.

## Zeitbezug und Tafelintervalle
Die Tafelintervalle der tabulierten Koordinaten hängen von deren Änderungsrate bzw. der  Bahngeschwindigkeit ab. Bei Fundamentalsternen und weit entfernten Planeten sind 10 Tage üblich, bei Sonne, Mond und inneren Planeten 1–2 Tage.
Die Argumente (Zeitpunkte) der tabulierten Koordinaten können sich auf verschiedene Zeitsysteme beziehen:
1. auf Terrestrische Zeit für Körper des Sonnensystems (Sonne, Monde, Planeten, Asteroiden)
2. oder auf Weltzeit (fallweise ist die dynamische Zeitkorrektur DUT1 oder Delta T nötig)
3. oder auf Sternzeit (für Fundamentalsterne).

Bei [2, 3] sind statt Stunden auch Zeitangaben in Tagesbruchteilen üblich.